# Félix Leclerc de Pulligny
Pour les articles homonymes, voir Félix Leclerc (homonymie), Leclerc et Pulligny.
Félix Leclerc de Pulligny, ou Le Clerc de Pulligny, est né le 14 février 1821 à Paris et mort le 24 juin 1893 au château du Chesnay-Haguest à Écos.
Félix Leclerc de Pulligny est un voyageur, archéologue, amateur de beaux-arts et botaniste. Il écrit différents livres, dont L'Art préhistorique dans l'Ouest et notamment en Haute-Normandie et Six semaines en Algérie, ainsi que plusieurs autres études et de nombreux articles. Il est membre de la commission d'inventaire des richesses d'art de France, restaure entièrement deux châteaux et plusieurs églises. Il organise ou participe à des lectures à la Sorbonne sur l'anthropologie et l'archéologie et des conférences scientifiques.

## Famille
Félix Leclerc de Pulligny est le fils d'Augustin Leclerc, receveur des gabelles et de Félicité Carlier des Essarts. Protestants au XVIe siècle, ils doivent abjurer et obtenir de nouvelles lettres de noblesse. Cette noblesse est dite héréditaire, mais ils ne sont pas maintenus dans leur noblesse au XVIIIe siècle.

## Biographie

### Jeunesse
Orphelin de mère à l'âge de trois ans, Félix est élevé par son père. Celui-ci a acquis en 1831 la terre du Chesnay-Haguest, d'une superficie de 51 hectares, et les ruines d'un château. Après des études scientifiques et littéraires, il parcourt successivement une grande partie des États de l'Europe, souvent à pied, pour satisfaire son penchant pour la botanique, la géographie et les sciences naturelles. Félix Leclerc rentre en France et se fixe en Normandie.

### L'Amérique centrale et du Nord (1842)
En 1842, il embarque au Havre, muni de lettres de recommandation, pour l'Amérique, via l'Angleterre, l'Écosse et l'Irlande, pour un voyage de neuf mois dont il a laissé un récit fidèle. Il visite le Canada, les États-Unis, Cuba et le Mexique. Dans le Michigan, il se fait adopter par une tribu de chasseurs indiens.[réf. nécessaire]

### Changement de nom

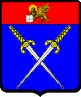
Blason des Le Clerc.

Félix Leclerc et son frère Victor sont autorisés à ajouter à leur nom patronymique celui de Pulligny du fait du décret impérial no 7884 du 19 juillet 1860.
Toutefois, il ne faut pas confondre les Le Clerc de Pulligny et la famille de Pulligny éteinte à la fin du Moyen Âge.

### Restauration du patrimoine

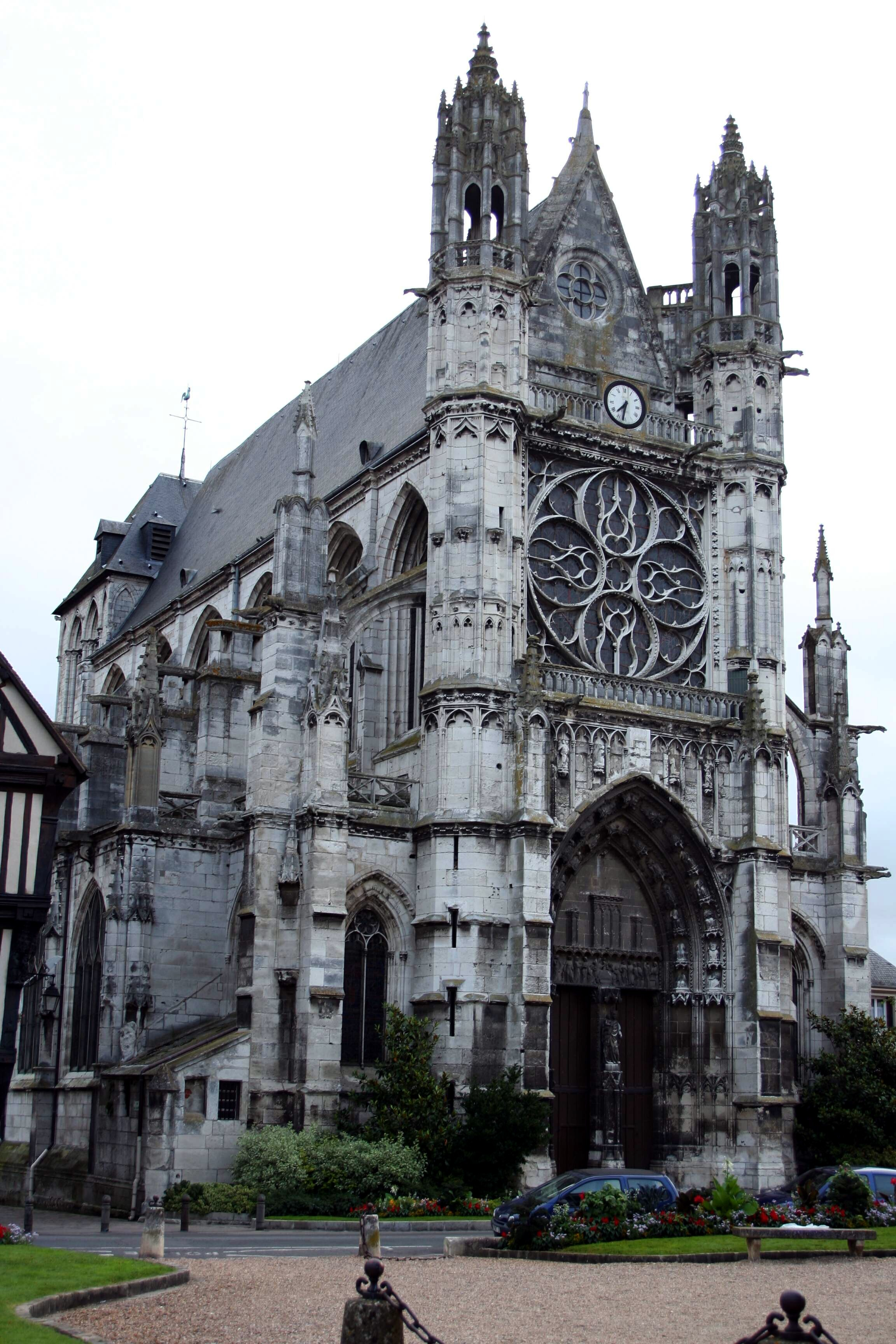
Il restaure la Collégiale Notre-Dame à Vernon.

Alors que son grand-oncle, Joseph Leclerc, luttait contre l'église catholique, Félix restaure à partir de 1865 le calvaire d'Aubigny (commune de Civières), qui est béni le 25 juin 1868. Il s'est consacré à la restauration de plusieurs églises du diocèse : Saint-Denis d'Écos (1869), Saint-Sauveur de Fours et Saint-Martin de Civières en 1870, Saint-Denis de Guiseniers, la Collégiale Notre-Dame à Vernon (1871). Il fait aussi des expériences en matière de sylviculture, agriculture et élevage.

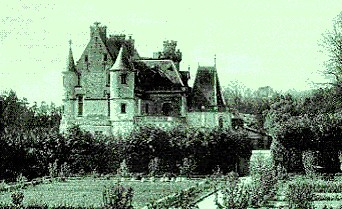
Félix reconstruit le château du Chesnay-Haguest.

Propriétaire des ruines du château du Chesnay-Haguest, il le fait reconstruire entièrement de 1855 à 1870 sur ses anciennes fondations. Il le meuble et le décore dans le style de sa construction primitive, fin XVe siècle, comme Chenonceau, en utilisant les pierres des anciennes tours d'angle. Sculptant lui-même de ses mains, il est l'auteur d'un grand nombre de toiles comme son ancêtre, Jean Le Clerc, et peint même certains plafonds.
Félix Leclerc de Pulligny dessine les plans du parc et du château de Fours pour l'artiste peintre Ernest-Antony Guillaume (1831-1884), son voisin et ami.
Félix Leclerc de Pulligny crée en 1876 le blason de la commune d'Écos : D'or aux deux fasces d'azur accompagnées de neuf coquilles de gueules ordonnées en orle 4, 2 et 3.
En 1884, il est l'auteur d'une Étude archéologique sur la forteresse de Gisors.

### Voyage d'étude en Afrique du Nord
Félix publie Six semaines en Algérie en 1881. Ce livre est réédité en 1884.

### L'instruction populaire
Félix Leclerc de Pulligny s'implique dans le développement de l'instruction populaire en installant par exemple à ses frais dans les communes des bibliothèques scolaires. Leclerc de Pulligny est médaillé d'honneur à la société d'instruction et d'éducation populaires en 1879. Dans le même temps, il organise des expositions, notamment dans son château. Pulligny est à l'origine de lectures à la Sorbonne sur l'anthropologie et l'archéologie.

### Mandats locaux
Élu conseiller municipal en 1846, il est maire de Civières de 1860 à 1872 (dont une des voies porte le nom de Pulligny), avant d'être nommé maire d'Écos par le ministre de l'Intérieur jusqu'à sa mort en 1893.

### Distinctions
- Officier du Nichan Iftikhar
- Officier d'académie
- Officier de l'Instruction publique
- Chevalier de la Légion d'honneur

Félix Leclerc de Pulligny reçoit de nombreuses décorations, en particulier celles de commandeur de l'ordre de Charles III d'Espagne en 1875; d'officier du Nichan; de chevalier de la Légion d'honneur en 1884.
En 1870 et 1876, il reçoit respectivement les palmes d'officier d'Académie puis de l'Instruction publique.
En 1871, la société d'acclimatation lui décerne une médaille de 1re classe.

### Décès et succession
Il meurt le 24 juin 1893 en son château du Chesnay. Il laisse après sa mort un domaine de 143 hectares, à la suite d'une série d'acquisitions. Il est inhumé dans le cimetière du Père-Lachaise (43e division) à Paris dans la « sépulture de Pulligny ». La société de géographie en rend compte en 2010.
Le contenu du château fait l'objet d'une adjudication du 26  au 28 novembre 1893.

## Mariage et descendance
Le 7 juillet 1849, il se marie à Paris avec Sophie Huvé de Garel, née à Vesly le 6 mars 1829 et décédée le 13 janvier 1900 à  Paris. Elle est la fille du comte Alexandre Huvé de Garel, grand propriétaire terrien, et de Caroline Thibault de la Carte, fille du marquis de la Ferté-Senneterre. De cette union, naissent six enfants, dont trois vont mourir jeunes : 
- Henriette Leclerc de Pulligny  (1850-1937) se marie le 16 août 1873 avec Manuel Thomas de Gessler[22] (1848-1904), fils d'Alexandre Gessler, conseiller des tsars, et de Marie Aurore Shaw ;
- Jean Leclerc de Pulligny (1859-1939) ;
- Jeanne Leclerc de Pulligny (1859-1942), sœur jumelle de Jean, se marie le 6 avril 1885 à Écos avec Saint-Ange Darde (1856-1893), capitaine de cavalerie au 6e régiment de dragons[23].

## Publications
- L'Art préhistorique dans l'Ouest et notamment en Haute Normandie, par le Vte de Pulligny, Évreux, C. Hérissey, 1879, 547 p. (présentation en ligne).
- Six semaines en Algérie : notes de voyage d'un membre du Congrès scientifique tenu à Alger (avril 1881), Paris, Vve A. Morel, 1881, 176 p. (présentation en ligne, lire en ligne).
- Rapport sur les conifères cultivés au Chesnay-sur-Écos (Eure) : par M. le Vte de Pulligny, Paris, E. Martinet, janvier 1875, 16 p. (présentation en ligne, lire en ligne), Bulletin de la Société d'acclimatation p. 824.
- Évreux, exposition artistique : rapport à M. le ministre de l'Instruction publique et des beaux-arts, par le Vte de Pulligny, Évreux, C. Hérissey, 1880, 48 p. (présentation en ligne).